# Tylonycteris
Tylonycteris là một chi động vật có vú trong họ Dơi muỗi, bộ Dơi. Chi này được Peters miêu tả năm 1872. Loài điển hình của chi này là Vespertilio pachypus Temminck, 1840.

## Các loài
Chi này gồm các loài: